# Behandelrelatie
Een behandelrelatie in de Nederlandse medische zorg is de relatie tussen een patiënt, en de personen die rechtstreeks betrokken zijn bij de uitvoering van de behandelingsovereenkomst. De wettelijke kaders voor een behandelingsovereenkomst zijn vastgelegd in de Wet op de geneeskundige behandelingsovereenkomst (WGBO).
Een behandelrelatie is in de praktijk moeilijk af te bakenen omdat het sterk afhankelijk van de situatie is. Bij doorverwijzing van een patiënt of vervanging bij (tijdelijke) afwezigheid van de zorgverlener ontstaat ook een nieuwe behandelrelatie. Ook is niet altijd op voorhand duidelijk hoelang de behandelrelatie gaat duren en wanneer deze als beëindigd beschouwd moet worden. Of zorgverleners en medewerkers gegevens van de patiënt mogen verwerken in het kader van een behandelrelatie, moet voor individuele gevallen steeds worden bepaald.
Voor toegang tot het landelijk elektronisch patiëntendossier is het hebben van een behandelrelatie een voorwaarde.